# 萨维尼厄
萨维尼厄（法語：Savigneux，法語發音：[saviɲø]）是法国卢瓦尔省的一个市镇，位于该省中西部，属于蒙布里松区。

## 地理
萨维尼厄（45°36'25"N, 4°4'59"E）面积19.19 平方千米，位于法国奥弗涅-罗讷-阿尔卑斯大区卢瓦尔省，该省份为法国中南部省份，北起顺时针与索恩-卢瓦尔省、罗讷省、伊泽尔省、阿尔代什省、上盧瓦爾省、多姆山省和阿列省接壤。
与萨维尼厄接壤的市镇（或旧市镇、城区）包括：圣保罗迪佐尔、沙兰勒孔塔勒、尚迪约、格雷济约-勒弗罗芒塔勒、蒙布里松、福雷地区莫尔南、普雷雪。
萨维尼厄的时区为UTC+01:00、UTC+02:00（夏令时）。

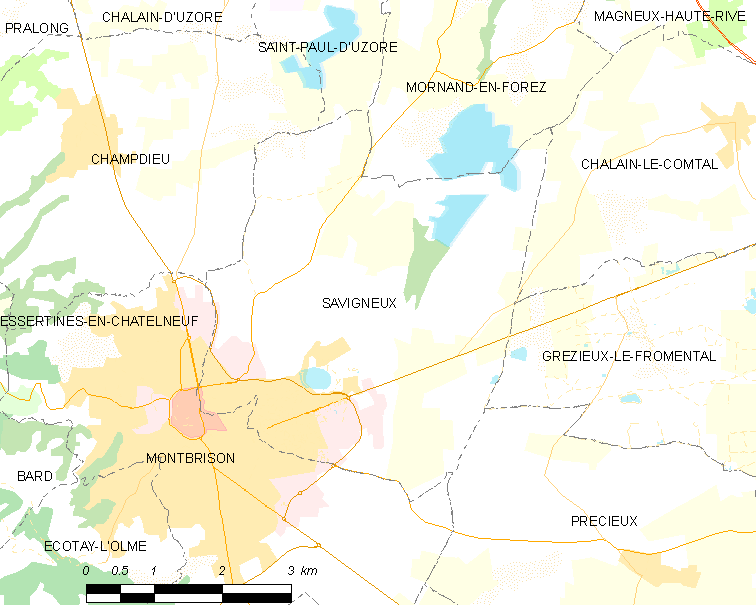
萨维尼厄的OSM定位图

## 行政
萨维尼厄的邮政编码为42600，INSEE市镇编码为42299。

## 政治
萨维尼厄所属的省级选区为蒙布里松县。

## 交通
萨维尼厄位于蒙布里松市区以东，卢瓦尔省省道D60线、D204线和D496线在境内交汇。

## 人口

1962-2008年间萨维尼厄人口变化图示

萨维尼厄于2022年1月1日时的人口数量为3489人。